# 中村チヨ
中村 チヨ（なかむら ちよ、1906年 - 1969年）は、樺太・沿海州の先住民族ニヴフ（ギリヤーク）の語り部。

## 人物・略歴
1906年（明治39年）、樺太生まれ。父が「山丹人」に比定されるツングース系民族のウリチ。母は、ツングース系には属さない、「女尊男卑」の民族と称されるニヴフ（ギリヤーク）である。
ニヴフのウシク・ウーヌ（wysk wonη）と結婚した。
第二次世界大戦終結後の1947年（昭和22年）、北海道へ引き揚げた。後志管内の岩内郡に2年住んだのち、オホーツク海に面した網走市に移住した。ルーマニア系アメリカ人の言語学者で、ヘルシンキ大学でウラル語やアルタイ諸語、東京大学でニヴフ語を学んだロバート・アウステリッツ（1923-1994）は網走に出向いて中村チヨの口述を採録した。その成果は『ギリヤークの昔話』として公表されたが、きわめて貴重なものである。

## 関連書籍
- 中村チヨ:口述、村崎恭子:編、ロバート・アウステリッツ:採録・著『ギリヤークの昔話』北海道出版企画センター、1992年11月。ISBN 4832892061。